# Westlinton
Westlinton är en by och en civil parish i Cumbria, England. Orten har 359 invånare (2001).